# Zavodske
Zavodske (ukrainsk: Заводське́, ukrainsk udtale: [zɐwod͡zʲˈsʲkɛ]) er en by i Myrhorod rajon, Poltava oblast, Ukraine.
Byen har 7.832  indbyggere (2021).

## Historie
Byen blev grundlagt i 1928 og var indtil 1962 kendt som Stalinka, før det skiftede til Chervonozavodske (ukrainsk: Червонозаводське). Det var stedet for et stort kampvognsslag under anden verdenskrig, der involverede 2. SS Panzer Division. Efter lov om afkommunisering fra 2015 byen blev i begyndelsen af februar 2016 omdøbt til dets nuværende navn Zavodske. Byen ligger på terrasserne på den venstre bred af floden Sula i skov-steppezonen i Dnepr-lavlandet i den nordlige del af Poltava-regionen.

## Galleri
- Byskilt
- Boligbyggeri
- Radiomast
- Bibliotek